# Jovem Alemanha

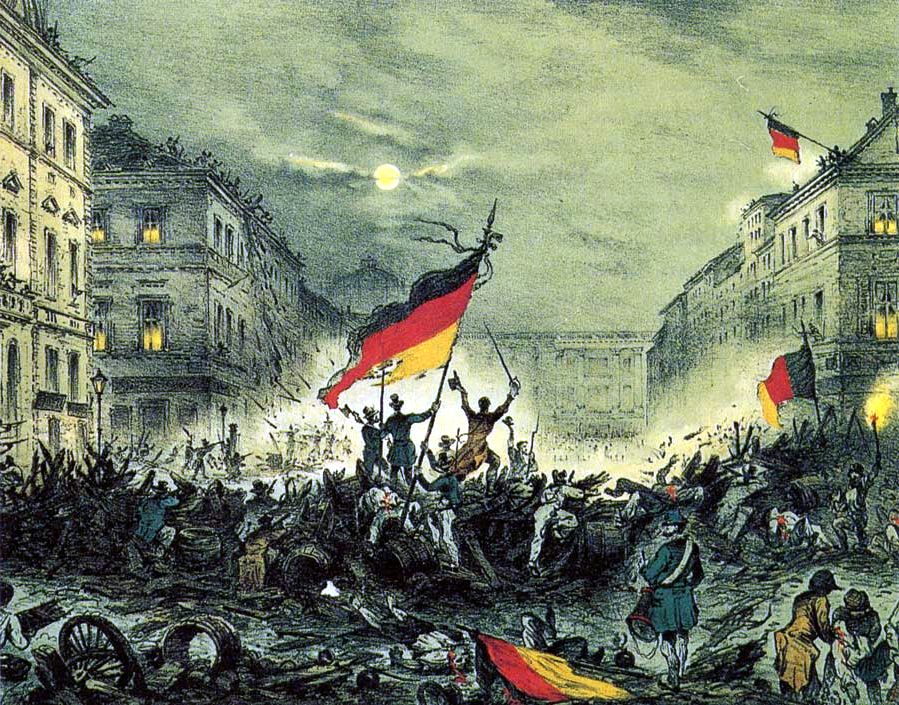
Imagem das lutas entre revolucionários e militares reais na rua Breite Strasse, em Berlim, durante a revolução de março de 1848

Jovem Alemanha (em alemão: Junges Deutschland) foi um movimento de escritores alemães que existiu de 1830 até 1850. Foi essencialmente uma ideologia da juventude (similar para aquelas que tinham varrido a França, Irlanda, Estados Unidos da América e Itália). Entre seus principais defensores estavam Karl Gutzkow, Heinrich Laube, Theodor Mundt e Ludolf Wienbarg; Heinrich Heine, Ludwig Börne e Georg Büchner foram também considerados parte do movimento. O grupo mais amplo incluiu Willibald Alexis, Adolf Glassbrenner, Gustav Kühne, Max Waldau e Georg Herwegh. O nome Jovem Alemanha apareceu pela primeira vez em Heinrich Laube, mas foi com Ludolf Wienbarg em Ästhetische Feldzüge ("Campanhas Estéticas"), de 1834, que o nome se tornou popular.
Contra o espírito dominante do "absolutismo" na política e "obscurantismo" na religião, os escritores da Jovem Alemanha mantiveram os princípios da democracia, socialismo, e racionalismo. Entre as muitas coisas que eles defendiam estavam: separação entre Igreja e Estado, a emancipação dos judeus, bem como o aumento da posição política e social das mulheres. Durante um tempo de instabilidade política na Europa, a Jovem Alemanha foi considerada como perigosa por muitos políticos devido ao seu ponto de vista progressista. Durante dezembro de 1835, o Bundestag de Frankfurt baniu a publicação na Alemanha de muitos autores associados com o movimento, nomeadamente  Heine, Gutzkow, Laube, Mundt, e Wienbarg. Em seus raciocínios, eles explicaram que os Jovens Alemães estavam tentando "atacar a religião cristã da maneira mais descarada, degradar as condições existentes e destruir toda a disciplina e moralidade com escritos beletrísticos acessíveis para todas as classes de leitores".
A ideologia produziu poetas, pensadores e jornalistas, todos os quais reagiram contra a introspecção e particularismo do Romantismo na literatura nacional, qual tinha resultado em uma separação total da literatura das realidades da vida. O movimento romântico considerado apolítico, carente de ativismo que a intelligentsia florescente da Alemanha requeria. Como um resultado de décadas de frequência escolar obrigatória nos Estados alemães, a alfabetização em massa significava um excesso de homens educados que o estabelecimento não podia sustentar. Assim, na década de 1830, com a vantagem de prensas de impressão de baixo custo, houve uma corrida dos homens educados para as então chamadas "profissões liberais".

## Representantes
A decisão do Bundestag alemão em 10 de dezembro de 1835 chamou a "Jovem Alemanha ou a jovem literatura" de "escola literária" contando com a participação oficial de Heinrich Heine, Karl Gutzkow, Heinrich Laube, Ludolf Wienbarg e Theodor Mundt. Tal escola ou grupo, no entanto, nunca existiu. Estes autores eram vagamente conectados por seu compromisso liberal. Houve algumas observações a respeito da contribuição de Ludwig Börne nos termos do movimento. Entretanto, a historiografia literária mais tarde considerou estes seis autores como o núcleo do novo movimento alemão. Na área mais ampla inclui-se autores como Adolf Glassbrenner, Gustav Kühne e Max Waldau.
Mesmo Georg Büchner é repetidamente mencionado em conexão com a Jovem Alemanha. Ele se distancia da Jovem Alemanha em uma carta a sua família, de 1 de janeiro de 1836 em seu exílio em Estrasburgo ele escreveu:

Aliás, eu pertenço pela minha parte não à chamada Jovem Alemanha, o partido literário de Gutzkow e Heine. Apenas um completo ignorante de nossas relações sociais poderia fazer com que as pessoas acreditassem que uma transformação completa de nossas ideias religiosas e sociais através da literatura um dia seria possível.

Não obstante, existe entre Büchner e os autores da Jovem Alemanha semelhanças substanciais, que são, principalmente, a revolta contra a restauração política. Além disso, Büchner representa uma literatura como a dos Jovens Alemães que rejeitam o idealismo da literatura clássica/de Schiller e a literatura do Romantismo. Büchner formulou essa poética em sua narrativa, Lenz, uma conversa artística entre Kaufmann e Lenz.

## Objetivos
Juntos, os poetas da Jovem Alemanha enfrentaram a política restaurativa e reacionária de Metternich e dos príncipes da Confederação Germânica. Os Jovens Alemães pendiam para as liberdades democráticas, a justiça social e a superação de ideias religiosas e morais fora de moda. Rejeitaram o idealismo classicista e romântico como apolíticos e ultrapassados. Ambas as tendências literárias, na realidade, eram alheias à realidade e à vida. Para os Jovens Alemães, a literatura não podia ser elitista, mas sim chamar a atenção para os males sociais e políticos. Eles se viam como herdeiros dos líderes do Iluminismo e foram pioneiros literários da liberal-burguesa Revolução de Março de 1848–1849.
Ideologicamente, os representantes da Jovem Alemanha foram afetados pela teoria da evolução de Hegel e pelo socialismo utópico de Saint-Simon. Para a política nacional foi desejada a união alemã sob a forma de uma república e superando assim o feudalismo.
Ao contrário de seus contemporâneos, como Georg Büchner ou a geração subsequente de poetas do Vormärz como Georg Herwegh, Ferdinand Freiligrath, Heinrich Heine e August Heinrich von Fallersleben, um golpe político não era primariamente pensado pelos Jovens Alemães. Em vez disso, era pensada uma nova sociedade liberal na qual a autoridade não mais deve ser aceita prontamente. Para eles a política era apenas uma área entre muitas, além da Moral, Religião e Estética.

## Banimento
Por decisão do Bundestag de Frankfurt, em dezembro de 1835, foram proibidos os escritos do movimento com o nome "H. Heine", em todos os Estados da Confederação Germânica. A razão dada foi a que os Jovens Alemães tentaram "atacar a religião cristã da maneira mais descarada, degradar as condições existentes e destruir toda a disciplina e moralidade com seus escritos de ficção acessíveis a todas as classes de leitores".
A razão da proibição provavelmente deu ao crítico literário e oponente da Jovem Alemanha, Wolfgang Menzel, um comentário mordaz no romance de Karl Gutzkow, Wally, die Zweiflerin ("Wally, o Cético"). Menzel queria que a sociedade reconhecesse os perigos da pornografia e blasfêmia. Heinrich Heine que nunca se sentiu pertencente a Jovem Alemanha, em seguida, atacou Menzel violentamente em sua obra Über den Denunzianten.
Outra razão para a proibição seja provavelmente a suspeita de que o movimento mantinha ligações com a sociedade secreta política-revolucionária estabelecida em 1834 chamada Jovem Alemanha. Tais compostos poderiam nunca ser ocupados, embora ambos os movimentos, em parte, prosseguissem objetivos semelhantes.

## Jüngstes Deutschland
Baseado no movimento "Jovem Alemanha" da Vormärz, qual é considerado por muitos como um pioneiro para o subsequente naturalismo, foi cunhado pelos irmãos Heinrich e Julius Hart em 1878, a expressão "Jüngstes Deutschland", qual, entretanto, foi usada em parte por correntes anti-naturalistas.

### Em inglês
- "Young Germany". New International Encyclopedia. 1905.

### Em alemão
- Johann Jakob Honegger (1871). Grundstein einer Allgemeinen Culturgeschichte der Neuesten Zeit Band IV/V. Leipzig: J. J. Weber. p. 178–282
- Feodor von Wehl: Das Junge Deutschland. Ein kleiner Beitrag zur Literaturgeschichte unserer Zeit. Mit einem Anhange seither noch unveröffentlichter Briefe von Th. Mundt, H. Laube und K. Gutzkow. Hamburg: J.F. Richter, 1886.
- Johannes Proelß: Das junge Deutschland. Ein Buch deutscher Geistesgeschichte. Stuttgart: Cotta, 1892.
- Ludwig Geiger: Das junge Deutschland. Studien und Mitteilungen. Berlin: Schottlaender, [1907].
- Heinrich Hubert Houben: Jungdeutscher Sturm und Drang. Ergebnisse und Studien. Leipzig: Brockhaus, 1911.
- Jost Hermand (Hg.): Das Junge Deutschland. Texte und Dokumente. Reclam, Stuttgart 1966 u.ö. (= RUB 8795), ISBN 3-15-008703-1.
- Alfred Estermann (Hg.): Politische Avantgarde 1830–1840. Eine Dokumentation zum „Jungen Deutschland“. 2 Bde. Frankfurt a.M.: Athenäum, 1972.
- Walter Hömberg: Zeitgeist und Ideenschmuggel. Die Kommunikationsstrategie des Jungen Deutschland. Stuttgart: Metzler, 1975. ISBN 3-476-00302-7.
- Wulf Wülfing: Junges Deutschland. Texte – Kontexte, Abbildungen, Kommentar. Carl Hanser, München 1978 (Reihe Hanser 244), ISBN 3-446-12490-X.
- Manfred Schneider: Die kranke schöne Seele der Revolution. Heine, Börne, das Junge Deutschland, Marx und Engels. Athenaeum, Bodenheim 1980.
- Hartmut Steinecke: Literaturkritik des Jungen Deutschland. Entwicklungen – Tendenzen – Texte. Erich Schmidt, Berlin 1982, ISBN 3-503-01682-1.
- Wulf Wülfing: Schlagworte des Jungen Deutschland. Mit einer Einführung in die Schlagwortforschung. Erich Schmidt, Berlin 1982 (Philologische Studien und Quellen 106), ISBN 3-503-01661-9.
- Helmut Koopmann: Das Junge Deutschland. Eine Einführung.  Wiss. Buchgesellschaft, Darmstadt 1993, ISBN 3-534-08043-2.
- Takanori Teraoka: Stil und Stildiskurs des Jungen Deutschland. Hamburg: Hoffmann u. Campe, 1993. (Heine-Studien.) ISBN 3-455-09920-3.
- Lothar Ehrlich, Hartmut Steinecke, Michael Vogt (Hgg.): Vormärz und Klassik. Aisthesis, Bielefeld 1999 (Vormärz-Studien I), ISBN 3-89528-184-0.
- Wolfgang Bunzel, Peter Stein, Florian Vaßen (Hgg.): Romantik und Vormärz. Zur Archäologie literarischer Kommunikation in der ersten Hälfte des 19. Jahrhunderts. Aisthesis, Bielefeld 2003 (Vormärz-Studien X), ISBN 3-89528-391-6.